# Silanmodifizierte Polymere
Silanmodifizierte Polymere (SMP; auch Silyl-modifizierte Polymere, Silikon-hybrid Polymere, MS-Polymere, Silan-terminierte Polymere - STP, Polyether-Silikone etc.) sind eine Gruppe Polymere, die eine wasserempfindliche Alkoxysilyl-Endgruppe besitzen. SMPs werden als lösungsmittel- und Isocyanat-freie Kleb- und Dichtstoffe eingesetzt. Typischerweise zeigen sie eine gute Haftung auf einer Reihe verschiedenster Substrate, eine gute Temperaturbeständigkeit und eine gute UV-Beständigkeit. Dazu sind sie in der Lage mechanische Beanspruchungen auszugleichen und können überlackiert werden.

## Geschichte
Bereits in den 1960er-Jahren wurden die erste Patente zur Darstellung dieser Verbindungsklasse veröffentlicht. Allerdings folgte die kommerzielle Verwendung erst ab den 1980er-Jahren.

## Eigenschaften
SMPs zeichnen sich durch eine niedere bis mittlere Reißfestigkeit (1–4 MPa) und eine hohe Reißdehnung (bis 350 %) aus. Daher rechnet man sie zu den elastischen Kleb- und Dichtstoffen. Anwendungstemperaturen liegen zwischen −50 °C und 100 °C. Gegen Umwelteinflüsse sind sie weitestgehend resistent, so dass sie auch als Kleb- und Dichtstoffe in Außenbereichen eingesetzt werden können.

## Aufbau
Aufgebaut sind SMPs prinzipiell aus drei Struktureinheiten. Einer Polymerkette, einer Verbindungsgruppe und einer hydrolysierbaren Silan-Einheit. Als polymeres Grundgerüst werden zumeist Polyetherpolyole eingesetzt. Allerdings sind auch SMPs auf Basis von Polyestern, Polycarbonaten, Polyacrylaten, Polyolefinen, Polyurethanen (SPU) und anderen Polymeren bekannt. Bei den Verbindungsgruppen finden sich zumeist Carbamate, Alkylgruppen oder Harnstoffgruppen. Als vernetzbare Silane werden zumeist Dimethoxymethylsilyl- oder Trimethoxysilyl-Gruppen eingesetzt.

## Härtungsprozess
Bei den SMPs handelt es sich um feuchtigkeitshärtende Systeme, die sowohl einkomponentig als auch zweikomponentig (in Kombination mit einem Härter) angewendet werden können. Beim Härtungsprozess gehen die flüssigen, häufig hoch-viskosen SMP-Formulierungen in einen gelartigen, gummiartigen oder festen Zustand über. Die Aushärtung erfolgt in einem ersten Schritt durch Reaktion der Silan-Gruppen mit Wasser (Hydrolyse), wodurch Silanole gebildet werden, die durch anschließende Kondensation mit anderen Silanolen ein durch Siloxan-Gruppen verbundenes hochmolekulares Netzwerk bilden.
{\displaystyle {\ce {2 RSi(OCH3)2R' + H2O -> RSi(OH)(OCH3)R' + CH3OH}}}
{\displaystyle {\ce {RSi(OH)(OCH3)R' + H2O -> RSi(OH)2R' + CH3OH}}}
{\displaystyle {\ce {2 RSi(OH)2R' -> [RSi(OH)R']2O + H2O}}}
Um die Reaktionsgeschwindigkeit zu erhöhen, werden Katalysatoren zugesetzt. Zumeist handelt sich es hierbei um Zinn-Verbindungen, doch sind auch Bismut-, Titan- und andere Katalysatoren im Einsatz. Daneben werden auch organische, stickstoffhaltige Co-Katalysatoren eingesetzt. Neuere, reaktivere SMPs zeigen auch ohne Katalysatoren eine annehmbare Reaktionsgeschwindigkeit.

## Anwendungen
Im Jahre 2019 betrug der Markt für SMPs etwa drei Milliarden Euro.
Eingesetzt werden SMPs überwiegend in Bauwesen und Handwerk. Beispiele sind Holzleim, Parkettkleber, Fliesenkleber und Dichtungsmassen für Dächer. Sie lassen sich als Dichtstoffe in Feuchträumen wie Bad oder Küche anwenden. Aber auch im Fahrzeug- und Schiffsbau sowie bei Haushaltsgeräten werden zunehmend SMP-basierte Produkte verwendet. Ein Treiber ist hier der Leichtbau und der zunehmende Einsatz von Kompositmaterialien.